# Shonen
Shonen (少年, shōnen, noi) és una paraula que designa els manga i anime que van destinats a un públic jove, a vegades fins i tot per a nens i nenes petits.

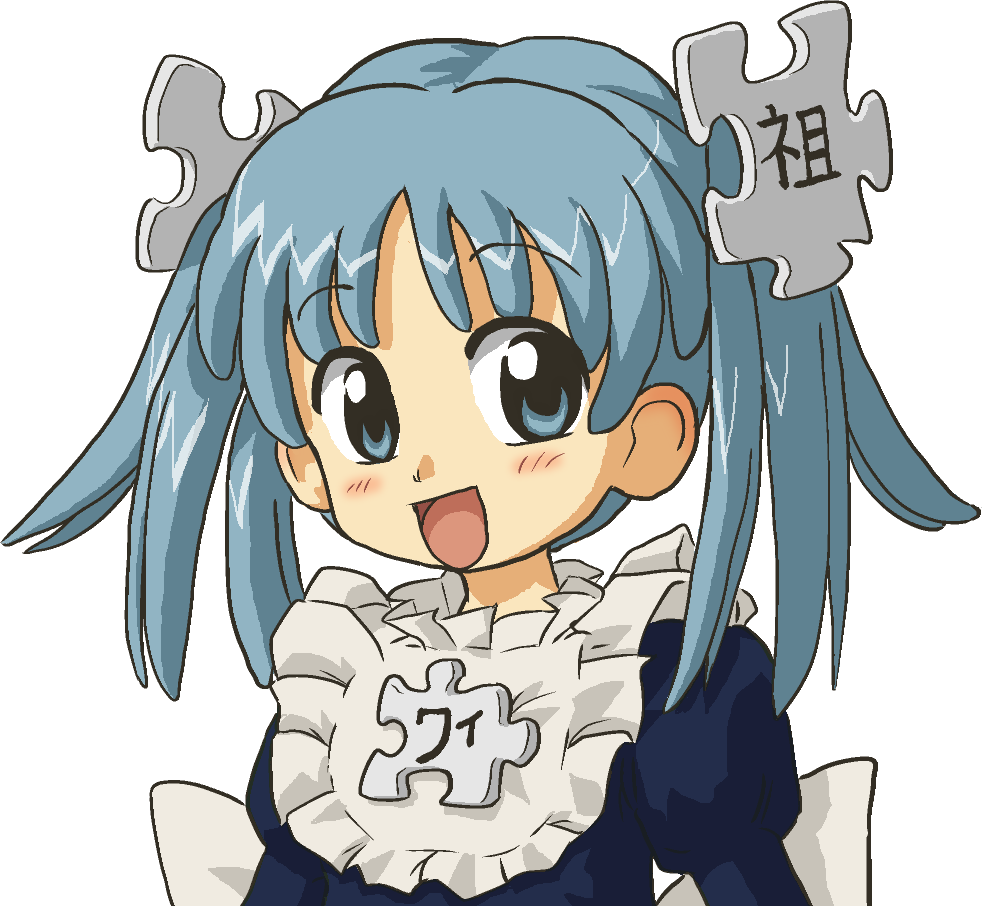
Imatge de manga shonen.

Els animes i mangues d'aquest gènere acostumen a combinar l'acció i l'humor. L'argument s'acostuma a desenvolupar al voltant de les escoles i instituts dels personatges o en mons ficticis. Els protagonistes acostumen a ser personatges masculins i sovint hi ha personatges femenins molt atractius. L'estil de dibuix també acostuma a ser semblant entre els mangues shonen i en la majoria de casos no és gaire elaborat (com els mangues per adults) i les escenes d'acció (com les lluites) estan mancades de detalls. Al Japó, les revistes de manga més populars són les que inclouen mangues shonen.
Tal com observà C. Igelmo Sánchez, les noies màgiques tenen poders per present o do diví, en contrast amb les habilitats que aconsegueixen els personatges masculins en altres gèneres a causa d'un entrenament. A més observà que quan hi ha un personatge femení fort, el més probable és que el masculinitzen, qüestió amb la qual coincideix amb Andrea de Pablo Rodríguez. Des de principis del segle XXI aquests papers assignats als personatges femenins estan canviant.
Andrea de Pablo Rodríguez observa que els personatges femenins en els shonen no solen tindre poders tan destructius com els masculins, sinó que els seus poders tenen caràcter esotèric i de protector de la vida. Quan el personatge femení és fort sol ser masculinitzat de manera simbòlica o física: siga amb transvestisme (com el personatge de One Piece, Hina, una capitana de la Marina o el personatge de Bleach, Retsu Unohana, que es veu un "transvestisme indirecte"), amb el símbol fàl·lic de l'espasa (com Elsa Scarlett de Fairy Tail o Olivia Milla Amstrong de Fullmetal Alchemist, que utilitza una espasa heretada i, per tant, "hereva de l'ordre patriarcal que usurpa"), amb la mutilació d'una part femenina del cos (com és el cas de l'acció de tallar-se els cabells de Sakura, de Naruto, per a poder seguir lluitant i el cas de la mutilació simbòlica del rostre al portar una màscara Lan Fan, de Full Metal Alchemist per a cobrir la seua identitat i bellesa). També destaca la correlació entre perversitat femenina i la pèrdua de humanitat que porten a la dona monstre, com a Claymore, on la recuperació de la humanitat de la guerrera mitjançant l'amor maternal i romàntic. Aquesta relació entre caràcter emotiu de l'amor i la feminitat és, segons A. de Pablo Rodríguez, una manera de "subratllar la idea que la dona deu estar preparada per a papers comunals".